# Desktopzoeker
Een desktopzoeker is een zoekmachine die op de meeste computermodellen standaard is ingebouwd. Deze zoekt het door de gebruiker opgegeven item op de pc zelf, in plaats van op het internet. De zoekmachine is dusdanig ontworpen dat het zoekt naar tekstdocumenten, afbeeldingen, video's internetgeschiedenis en e-mail archieven.
Een van de grootste voordelen is dat de zoekresultaten klaar zijn in enkele seconden. De desktopzoekers worden vooral in grote firma's gebruikt voor twee hoofdzaken: grotere productiviteit en beveiliging. Een nadeel echter is dat als men de zoekopdracht niet nauwkeurig genoeg ingeeft, er onnodige bestanden zullen opduiken, waaraan tijd verloren gaat.